# Хари-онаго
Хари-онаго (яп.ハリ翁長; где 翁長-«иглы») —призрак, известная в префектуре Эхиме на острове Сикоку. Японский призрак, предстающий в виде красивой женщины с длинными распущенными волосами. Она может управлять своими волосами, словно щупальцами. Кончики волос у неё заканчиваются крючками и шипами. Появляется обычно ночью, ходит по пустынным дорогам и улочкам Японии в поисках молодых людей. Когда она встречает парня, который понравился ей, она улыбается ему. Если молодой человек осмелится улыбнуться ей в ответ, Хари-онаго расплетёт свои ужасные волосы и нападёт на него. Острыми крючками на кончиках волос, она впивается в одежду и плоть человека. Попавшись в её лапы, связанный её волосами, человек не может вырваться. Острыми крючками она разрывает свою жертву на части.

## Миф о Хари-Онаго
Однажды ночью, парень из деревни Ямада, возвращался к себе домой. Когда он свернул в узкую улочку, к нему навстречу вышла красивая девушка.
Когда она приблизилась, парень заметил, что она улыбается ему. Он подумал, что в этой девушке было что-то странное, но был сражён её красотой и улыбнулся ей в ответ. Как только он это сделал, волосы у девушки беспорядочно растрепались, и она набросилась на него.
Парень сильно испугался и изо всех сил пытался освободиться из её рук. Волосы у неё поднялись, как щупальца, и острые крючки стали рвать его рубашку со спины. Каким-то образом ему удалось вырваться, и он со всех ног помчался к своему дому. Он запер за собой дверь и встал у входной двери, дрожа от страха и ожидая рассвет.
Утром, когда он осмелился открыть дверь, с обратной стороны двери он обнаружил множество глубоких царапин.